# Порт Клинтон (Охајо)
Порт Клинтон (енгл. Port Clinton) град је у америчкој савезној држави Охајо.

## Демографија
По попису из 2010. године број становника је 6.056, што је 335 (-5,2%) становника мање него 2000. године.
| Група             | 2000.         | 2010.         |
| Белци             | 5.746 (89,9%) | 5.326 (87,9%) |
| Афроамериканци    | 152 (2,4%)    | 141 (2,3%)    |
| Азијати           | 22 (0,3%)     | 13 (0,2%)     |
| Хиспаноамериканци | 384 (6,0%)    | 474 (7,8%)    |
| Укупно            | 6.391         | 6.056         |